# 塞加
塞加（德語：Seega，發音：[ˈzeːɡa]）是德国图林根州基夫霍伊瑟县曾经的一个市镇，面积9.01平方千米，人口为人。2012年12月31日，塞加与另外7个市镇合并为新市镇基夫霍伊瑟兰。